# Pipotă

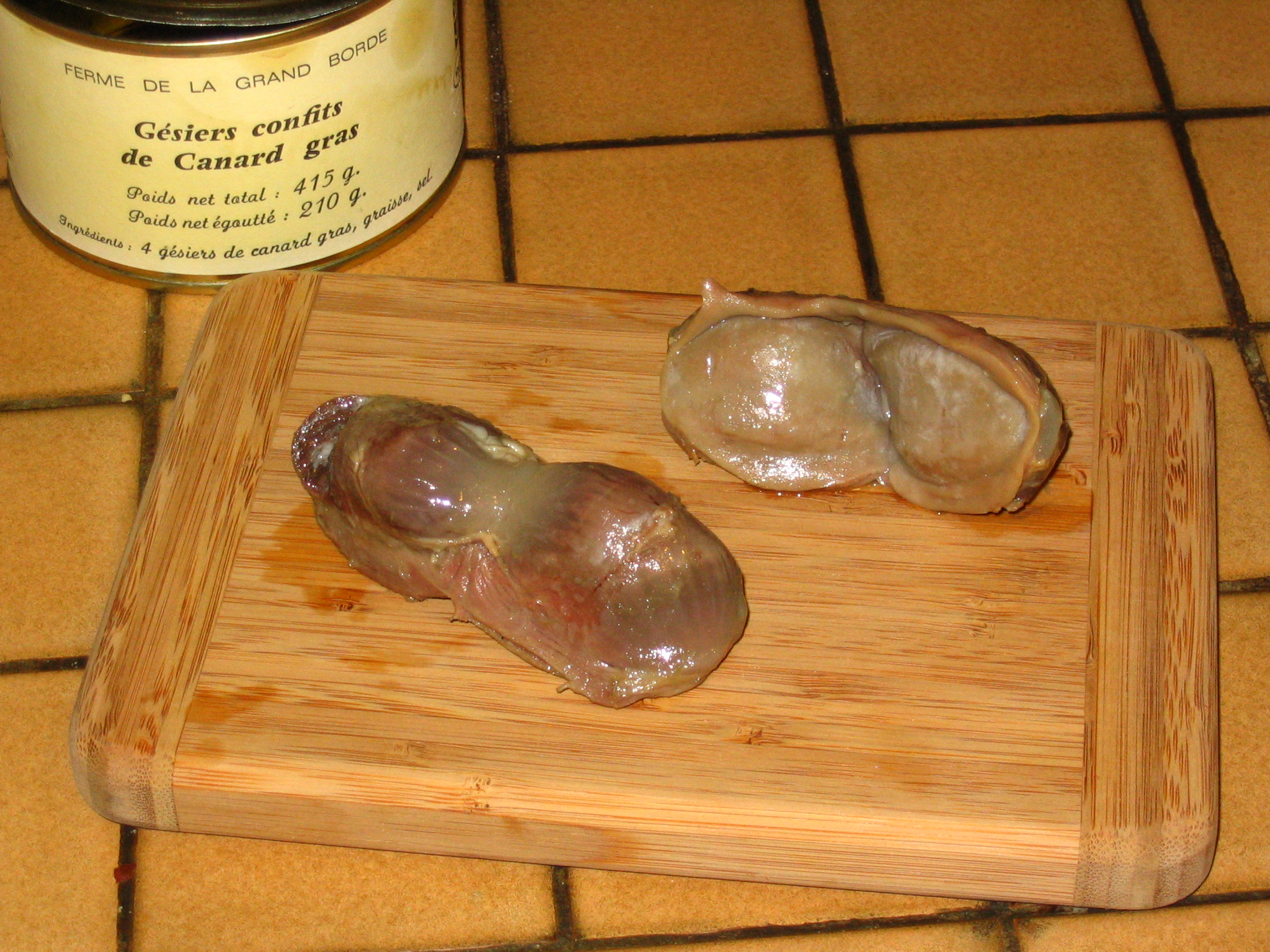

Ventriculul, sau pipota, sau stomacul musculos este partea inferioară a stomacului inferior. El mai poate fi numit și un echivalent al dinților aviari. Descompune mâncarea ingerată. Ventriculul este acoperit de cuticula gastrică, care este un strat gros, abraziv, din cheratină. 
Mai este cunoscut și sub denumirea de “rânză”.